# Guardia aerea svizzera di soccorso
La Guardia aerea svizzera di soccorso, anche nota come Rega (acronimo dovuto ai nomi in tedesco Schweizerische Rettungsflugwacht, francese Garde aérienne suisse de sauvetage e italiano Guardia Aerea svizzera di soccorso) è una fondazione privata senza scopo di lucro che ha sede a Kloten, nel canton Zurigo. Dispone di quattordici basi per l'elisoccorso e di un totale di diciannove elicotteri. Gestisce il numero d'emergenza 1414 e il canale radio E 161.300hz, tramite i quali raccoglie direttamente le chiamate di soccorso.
La Rega è specializzata negli interventi di ricerca e soccorso e di soccorso alpino con elisoccorso, oltre che di rimpatrio sanitario con aeroambulanza. Opera tutti i suoi voli con il codice ICAO SAZ e l'indicativo di chiamata Swiss Ambulance.
In quanto fondazione privata, la Rega non ha rapporti diretti con lo Stato e finanzia le proprie attività grazie alle donazioni di privati (soci e non) e al rimborso degli interventi da parte dei pazienti soccorsi, di tasca propria o tramite le loro casse sanitarie o assicurazioni; è altresì membro corporativo della Croce Rossa svizzera.

## Aeromobili in uso
La Rega possiede 20 elicotteri, ed in particolare 8 Eurocopter H 145 e 11 AW109SP "Da Vinci" e 1 EC135 (in servizio a marzo 2024), equipaggiati con apparecchiature sanitarie e per la visione notturna; l'equipaggio sanitario è solitamente composto da un medico e da un Infermiere. Dal 2013 è in funzione presso Lufthansa Aviation Training (nei pressi dell'aeroporto di Zurigo) un simulatore di volo unico al mondo per elicotteri AW109SP che la Rega impiega per l'addestramento dei propri piloti. Con i 21 ordini effettuati nel 2022, REGA punta a riformare la flotta e avendo solo H145 così da ridurre i costi di manutenzione e di addestramento, andando così a sostituire gli AW109 e EC135.
Per il rimpatrio dall'estero di feriti o ammalati residenti in Svizzera la Rega ha a disposizione anche 3 aeroambulanze del tipo Bombardier Challenger CL-650, sui quali sono solitamente impiegati un medico ed un infermiere.
1 Airbus Helicopters H125, è utilizzato come base per il traning di nuovi piloti e del personale medico
| Aeromobile                    | Origine        | Tipo                        | In servizio (2022) | Note | Immagine |
| Aerei per impieghi speciali   |                |                             |                    | |          |
| Bombardier Challenger CL-650  | Canada         | MedEvac                     | 3                  | 3 CL-650 in servizio al marzo 2024. Tutti e tre gli aeromobili hanno base all'aeroporto di Zurigo. |          |
| Elicotteri                    |                |                             |                    | |          |
| AgustaWestland AW109 Da Vinci | Italia         | Ricerca e soccorso MedEvac  | 11                 | 12 AW109SP ricevuti a partire dal 2009, 11 in servizio al marzo 2022. Sono in via di dimissione e verranno sostituiti con EC145D3 entro il 2026.                                                         |          |
| Airbus Helicopters H145       | Unione europea | Ricerca e soccorso MedEvac  | 8                  | 8 H145 in servizio al marzo 2024. 21 esemplari sono stati ordinati tra il marzo e dicembre 2022 nell'obbiettivo di rendere omogenea la flotta . Hanno base a Zurigo, Basilea, Berna, Losanna e San Gallo |          |
| Airbus Helicopters H135       | Unione europea | Trasporto Sanitario urgente | 1                  | Acquisito dal ospedale universitario di Ginevra nel 2022. Verrà sostituito con un Airbus H145 entro il 2025.                                                                                             |          |
| Airbus Helicopters H125       | Unione europea | elicottero da addestramento | 1                  | 1 H125 in servizio al marzo 2024, utilizzato per l'addestramento dei piloti. |          |

## Aeromobili ritirati
| Aeromobile                        | Origine        | Esemplari | Periodo di servizio | Note                                                                                          | Immagine                                                             |
| Aerei                             |                |           |                     |                                                                                               |                                                                      |
| Piaggio P166                      | Italia         | 1         | 1961-1968           | HB-LAY. Utilizzato fino al 2006 dai vigili del fuoco di Zurigo per fare delle esercitazioni.  |                                                                      |
| Cessna 414                        | Stati Uniti    | 1         | 1970-1974           | HB-LFM                                                                                        |                                                                      |
| Learjet 24D                       | Stati Uniti    | 1         | 1973-1987           | Prima aeroambulanza usata per scopi civili al mondo, HB-VCY                                   |                                                                      |
| Learjet 35A                       | Stati Uniti    | 2         | 1977-1987           | HB-VFV e HB-VFB                                                                               | HB-VEM (5696640819) (2)                                              |
| Canadair Challenger CL600         | Canada         | 1         | 1982-1991           | HB-VFW                                                                                        |                                                                      |
| British Aerospace 125             | Regno Unito    | 2         | 1988-2002           | HB-VIL e HB-VIK                                                                               | British Aerospace BAe-125-800B, Rega - Swiss Air Ambulance AN0603491 |
| Bombardier Challenger CL-601      | Canada         | 1         | 1992-2002           | HB-IKT                                                                                        |                                                                      |
| Bombardier Challenger 604         | Canada         | 3         | 2002-2018           | HB-JRA (conservato nel museo dei trasporti di Lucerna), HB-JRB e HB-JRC (trasferiti alla SAF) | Bombardier CL-600-2B16 Challenger 604, Swiss Air-Ambulance JP6771012 |
| Elicotteri                        |                |           |                     |                                                                                               |                                                                      |
| Hiller 360                        | Stati Uniti    | 1         |                     |                                                                                               |                                                                      |
| Bell 47J                          | Stati Uniti    | 1         | 1957 - 1965         | HB-XAU                                                                                        | Hermann Geiger 1958                                                  |
| Bell 206A Jet Ranger              | Stati Uniti    | 1         | 1952                |                                                                                               |                                                                      |
| Aérospatiale SA 316B Alouette III | Francia        | 1         | 1971 - 1996         | Esposto al museo dei trasporti di Lucerna                                                     | HB-XDF (40732111693)                                                 |
| Aérospatiale SA.319B Alouette III | Francia        | 16        | 1974 - 1996         | la maggior parte è stata venduta all'albania                                                  |                                                                      |
| Bölkow Bo 105                     | Germania       | 3         | 1973 -1995          |                                                                                               |                                                                      |
| Augusta A109K2                    | Italia         | 15        | 1992 - 2012         | HB-XWG (1992) è esposto al museo dei trasporti di Lucerna                                     | Pilatus Agusta A109 Flug                                             |
| Eurocopter EC145                  | Unione europea | 6         | 2003 - 2019         | 5 sono stati comprati della gendarmeria marocchina per missioni di ricerca e soccorso         | Zepper-BK 117-C2-(EC145)-SchweizerischeRettungsflugwacht             |

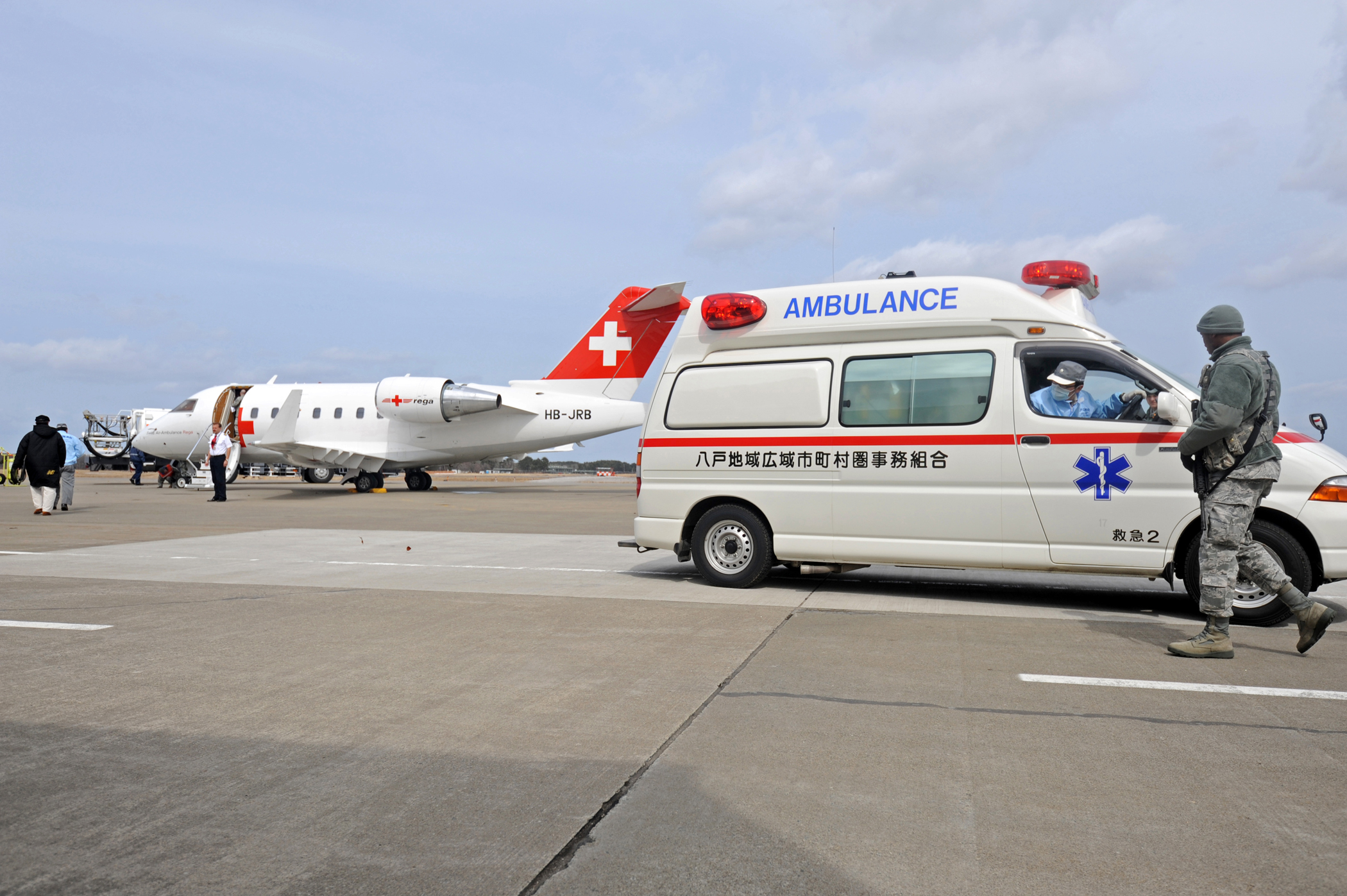
HB-JRB all'aeroporto di Misawa dopo il recupero di un cittadino svizzero coinvolto nel terremoto e maremoto del Tōhoku del 2011.
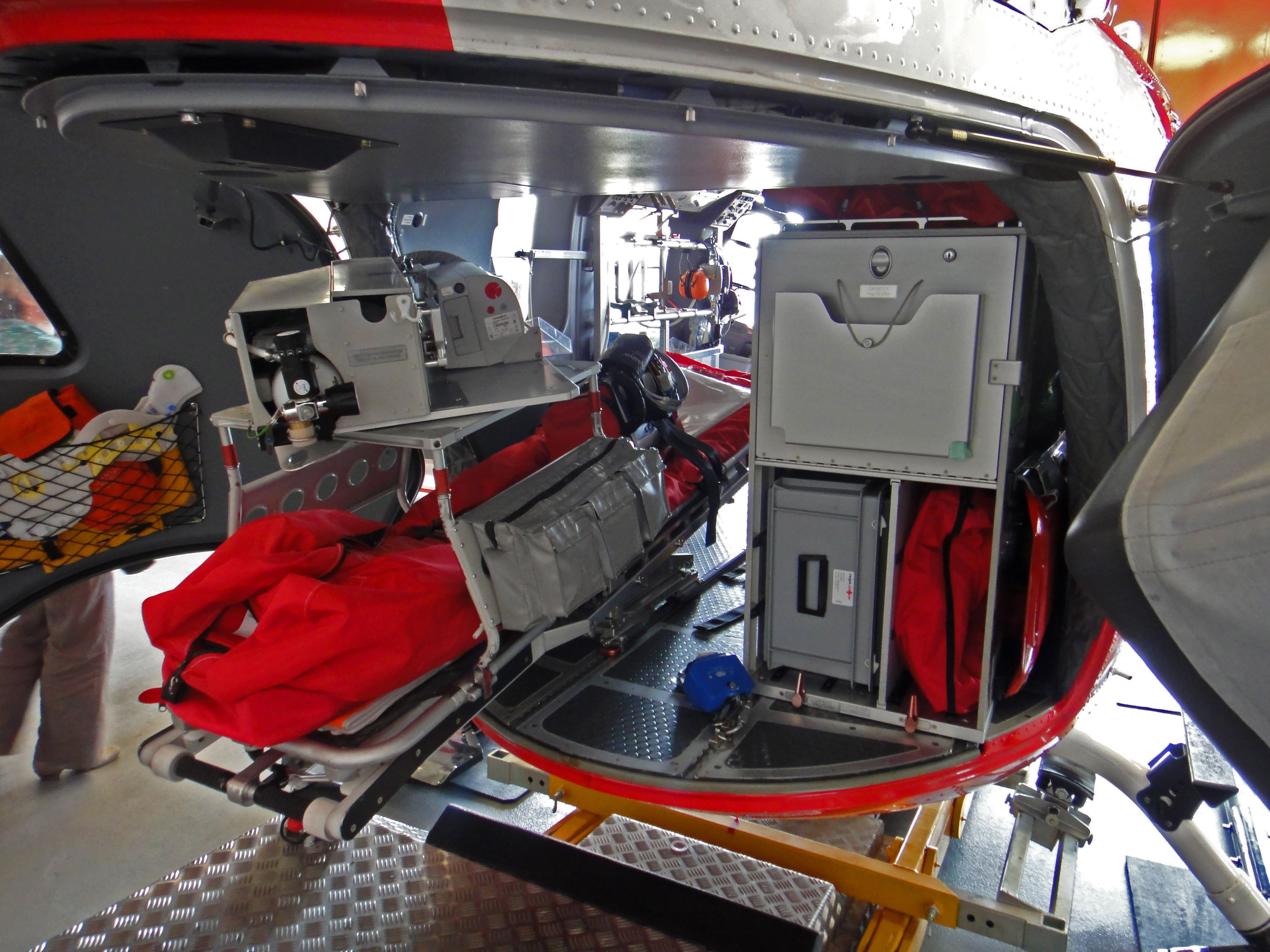
Interno di un elicottero H145
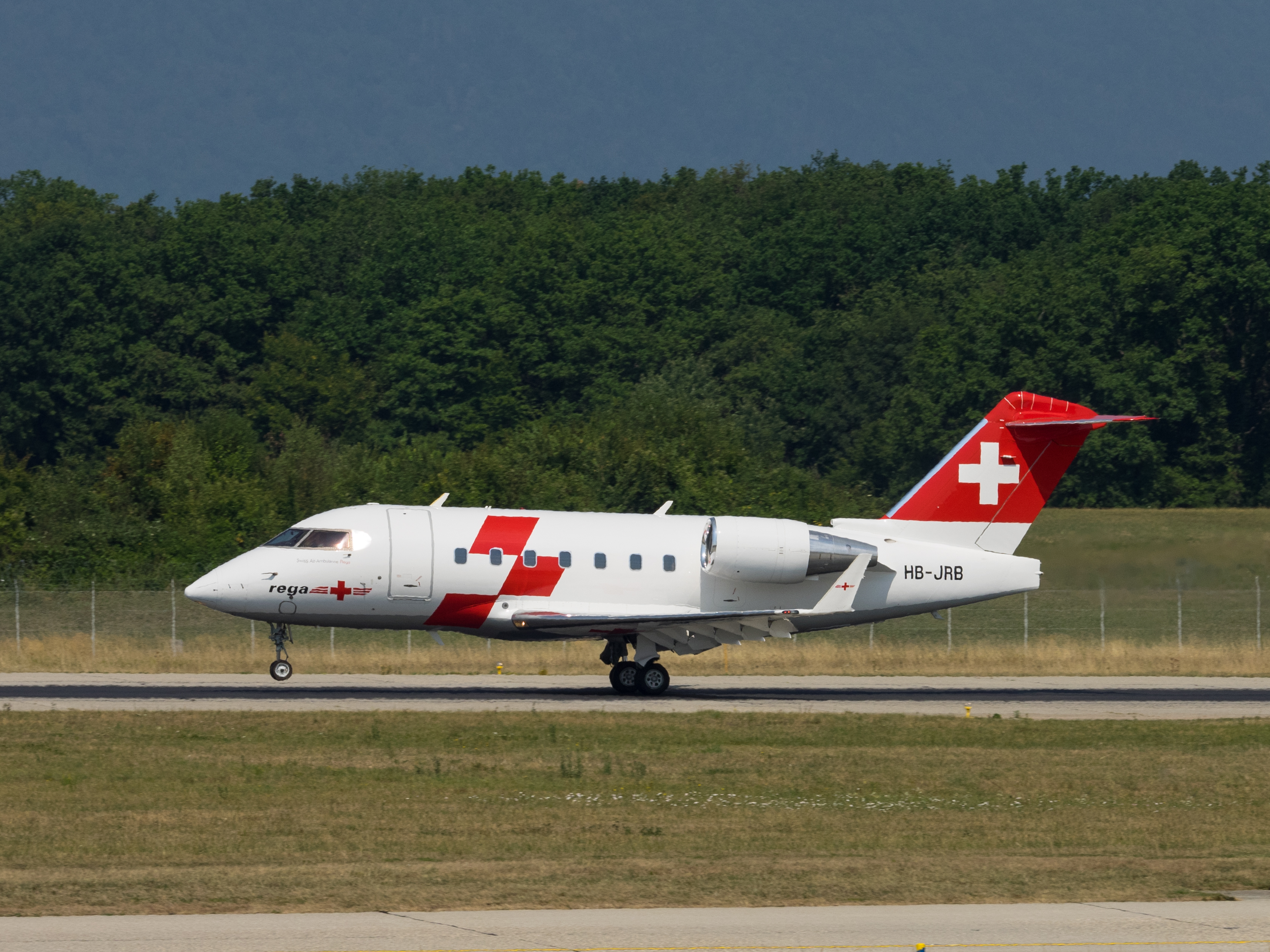
HB-JRB mentre atterra a GVA nel 2015
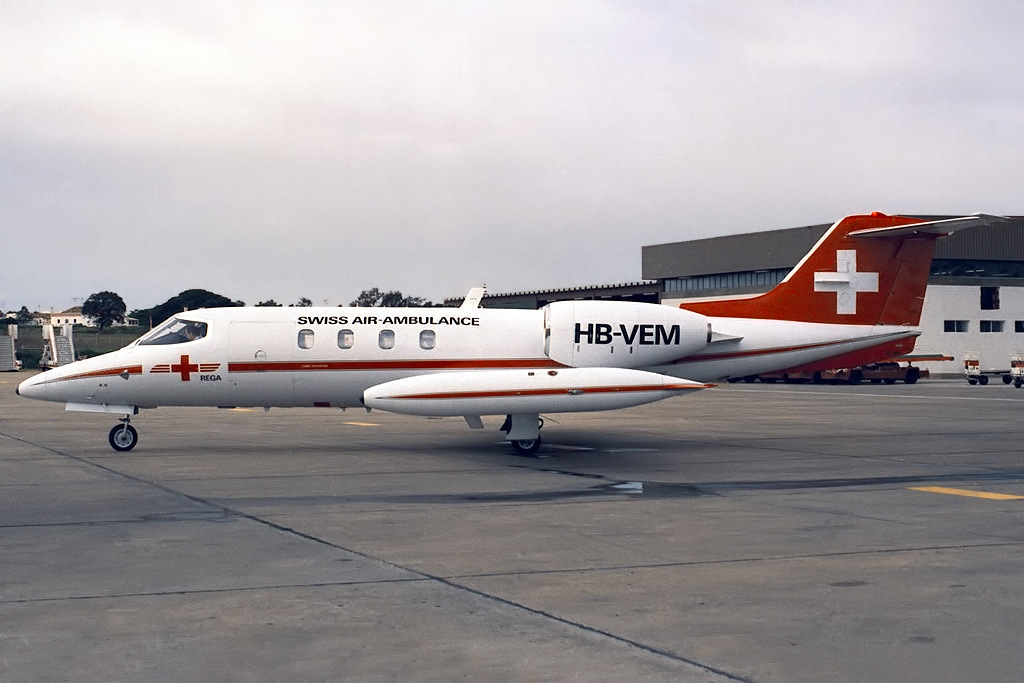
HB-VEM a Faro

## Basi

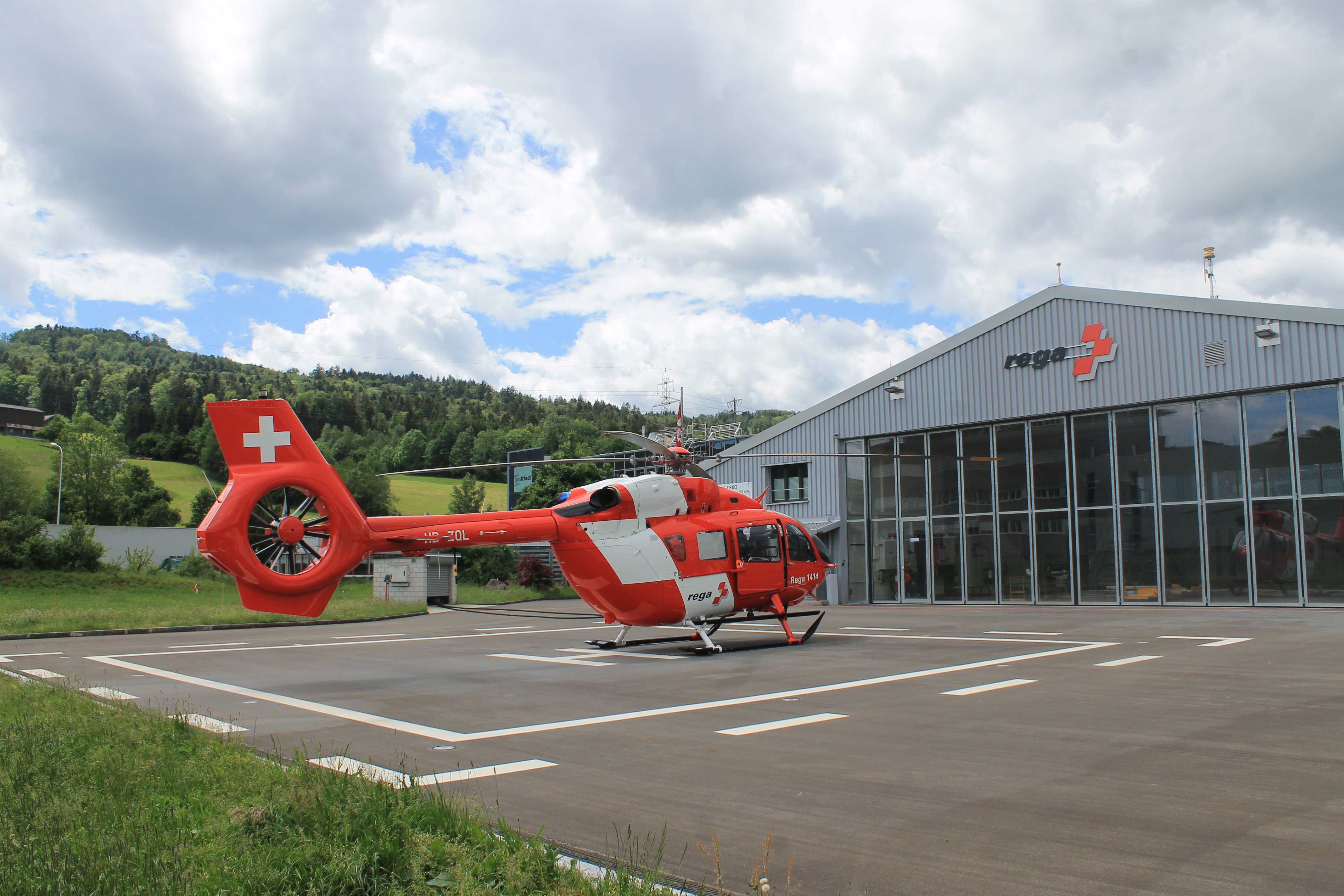
Rega7-3

- HQ / Rega-Center Aeroporto di Zurigo LSZH
- Dübendorf LSMD AFB (Rega 1)
- Basilea LFSB(Rega 2)
- Berna LSZB (Rega 3)
- Losanna LSGL(Rega 4)
- Untervaz LSXU (Rega 5)
- Locarno LSZL AFB (Rega 6)
- San Gallo (Rega 7)
- Erstfeld LSXE( Rega 8)
- Samedan LSZS (Rega 9)
- Wilderswil/Interlaken LSXI (Rega 10)
- Mollis LSMF (Rega 12)
- Zweisimmen (Rega 14)
- Ginevra LSGG (Rega 15)

## Contatti di emergenza
Le chiamate di emergenza per richiedere l'intervento della Rega possono essere effettuate direttamente componendo il 1414 o il +41 333 333 333; il canale radio d'emergenza è invece a 161.300 MHz.